# Bureau central palestinien des statistiques
Le Bureau central palestinien des statistiques (en arabe : الجهاز المركزي للإحصاء الفلسطيني / al-Jihāz al-Markazī lil-Iḥṣāʼ al-Filasṭīnī) est l'institution statistique officielle de l'État de Palestine. Sa tâche principale est de fournir des chiffres statistiques crédibles aux niveaux national et international. Il s'agit d'une institution publique qui fournit des services aux secteurs gouvernemental, non gouvernemental et privé, ainsi qu'aux instituts de recherche et aux universités. Il s'agit d'un bureau statistique indépendant, qui publie chaque année l'annuaire statistique de la Palestine et l'annuaire statistique de Jérusalem.
Le siège de l'agence se trouve dans le quartier Ein Munjed, à Ramallah.